# Стаксель

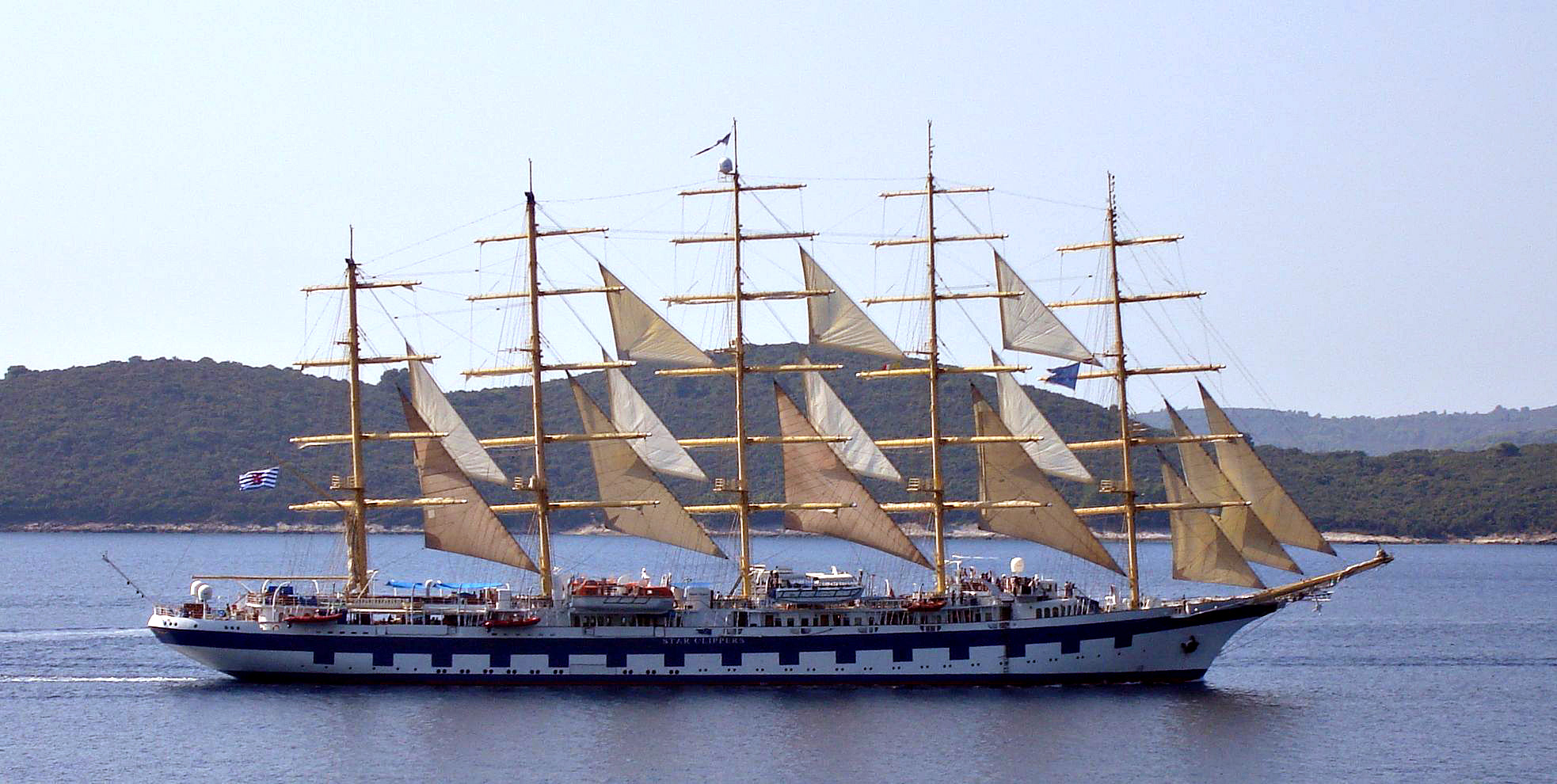
Royal Clipper с поднятыми стакселями

Ста́ксель (шта́ксель, от нидерл. stagzeil; нем. Stagsegel — «штаговый парус») — треугольный парус. Ставят передней шкаториной на штаг — снасть стоячего такелажа судна, поддерживающую мачту спереди. В общем случае — треугольный косой парус, поднимаемый по штагу между мачтами или впереди фок-мачты. Сходный по виду и назначению парус, поднимаемый по лееру на бушприте, называют «кливером».
Отличие между стакселем и кливером, как правило, — в расположении нижней шкаторины. Если нижняя шкаторина переднего треугольного паруса расположена над палубой — это стаксель. Если нижняя шкаторина расположена над бушпритом — это кливер.

## Названия по месту на судне
|  | 1. апсель 2. крюйс-стень-стаксель 3. крюйс-брам-стень-стаксель 4. крюйс-бом-брам-стень-стаксель 5. крюйс-трюм-стень-стаксель 6. грота-стаксель 7. грот-стень-стаксель 8. грот-брам-стень-стаксель 9. грот-бом-брам-стень-стаксель 10. грот-трюм-стень-стаксель 11. фока-стаксель 12. фор-стень-стаксель 13. кливер 14. бом-кливер 15. летучий кливер |

### В современной яхтенной традиции
В случае современных парусных яхт с бермудским вооружением «стакселем» называют основной из передних косых парусов, ставящийся на грота-штаге.
В случае постановки нескольких передних косых парусов (в современной яхтенной традиции) первый от мачты именуют «стакселем», следующие в нос от него — «кливерами» (англ. jib).
На курсе фордевинд одновременно могут ставить 2 стакселя-«близнеца» на разных бортах. Такая постановка стакселей является альтернативой спинакеру или генакеру.

## Снасти, относящиеся к стакселю
Стаксель-штаг — туго натянутая снасть стоячего такелажа, по которой поднимают стаксель. Стаксель-нирал — снасть для спуска стакселя. Стаксель-фал  — снасть для поднимания стакселя.

## Происхождение термина
Русифицированный термин «стаксель» произошёл от голландского слова stagzeil, в буквальном переводе означающего «штаговый парус». При работе с большим косым парусом, поставленным на мачте, работает в режиме предкрылка, увеличивая подъёмную силу основного паруса за счёт ускорения потока на внешней поверхности.

## Подвиды по величине
В зависимости от величины нижней шкаторины и положения шкотового угла стаксель могут разделять на подвиды, начиная от ричера и заканчивая летучкой. «Генуэзским», или «генуей» (Genoa jib), как правило, называют стаксель, задняя кромка которого заходит за диаметраль мачты. Кроме того, стаксели, в зависимости от площади, разбивают по номерам: от генуэзского — самого большого, далее № 1, 2, 3 и далее до штормового — самого маленького (на яхтенном жаргоне — «носовой платок»).
Принята также система обозначений стакселей в процентах. Передний треугольник (треугольник между диаметралью мачты и штагом) принимают за 100%. Тогда говорят, например, «140-процентная генуя», или «рабочий стаксель 85%». По этой системе геную определяют как стаксель свыше 100%.

## Некоторые специальные разновидности

### Дрифтер
Дрифтер — большой стаксель для лавировки в слабый (до 2 баллов) ветер.